# Teafatule (Nukufetau)
Teafatule ist eine kleine Riffinsel im Riffsaum des Atolls Nukufetau im Inselstaat Tuvalu.

## Geographie
Teafatule liegt zusammen mit einer kleineren Schwesterinsel nördlich des Teafatule Narrow Deep Pass im Nordwesten des Atolls. Von dort zieht sich die Riffkrone mit ihren Untiefen nach Norden zur Nordspitze des Atolls bei Funaota.